# Liste der Einträge im National Register of Historic Places im Wright County (Minnesota)

Lage des Wright County in Minnesota

Die Liste der Einträge im National Register of Historic Places im Wright County in Minnesota führt alle Bauwerke und historischen Stätten im Wright County auf, die in das National Register of Historic Places aufgenommen wurden.

## Legende
| NRHP | Historic Place    |
| HD   | Historic District |

## Aktuelle Einträge
| [ 2 ] | Name                                                     | Bild                                                     | Eintragsdatum                 | Lage                                                                                | Ort         | Beschreibung          |
| ----- | -------------------------------------------------------- | -------------------------------------------------------- | ----------------------------- | ----------------------------------------------------------------------------------- | ----------- | --------------------- |
| 1     | August Akerlund Photographic Studio                      | August Akerlund Photographic Studio                      | 1977 ID-Nr. 77000777          | 390 Broadway 45° 4′ 33″ N, 94° 11′ 25″ W                                            | Cokato      |                       |
| 2     | Albertville Roller Mill                                  |                                                          | 1979 ID-Nr. 79001258          | 5790 Main Avenue, Northeast 45° 14′ 8″ N, 93° 39′ 12″ W                             | Albertville | 1909 errichtete Mühle |
| 3     | Church of St. Michael-Catholic                           | Church of St. Michael-Catholic                           | 1979 ID-Nr. 79001279          | Central Avenue Ecke Main Street 45° 12′ 40″ N, 93° 39′ 53″ W                        | St. Michael |                       |
| 4     | Clearwater Masonic Lodge-Grand Army of the Republic Hall | Clearwater Masonic Lodge-Grand Army of the Republic Hall | 1979 ID-Nr. 79001259          | 205-215 Oak Street 45° 25′ 18″ N, 94° 2′ 57″ W                                      | Clearwater  |                       |
| 5     | Cokaton P.R.S. Onnen Tovio Raittiusseura                 | Cokaton P.R.S. Onnen Tovio Raittiusseura                 | 1976 ID-Nr. 76001081          | Kreuzung von County Highway 3 und County Road 100 45° 7′ 25″ N, 94° 11′ 36″ W       | Cokato      |                       |
| 6     | Delano Village Hall                                      | Delano Village Hall                                      | 1979 ID-Nr. 79001264          | 127 River Street 45° 2′ 31″ N, 93° 47′ 16″ W                                        | Delano      |                       |
| 7     | District No. 48 School                                   | District No. 48 School                                   | 1979 ID-Nr. 79001267          | US 12 45° 3′ 53″ N, 93° 49′ 30″ W                                                   | Delano      |                       |
| 8     | Eagle Newspaper Office                                   | Eagle Newspaper Office                                   | 1979 ID-Nr. 79001265          | 300 Railroad Avenue 45° 2′ 27″ N, 93° 47′ 10″ W                                     | Delano      |                       |
| 9     | First Congregational Church of Clearwater                | First Congregational Church of Clearwater                | 1979 ID-Nr. 79001260          | Bluff Street Ecke Elm Street 45° 25′ 10″ N, 94° 3′ 3″ W                             | Clearwater  |                       |
| 10    | David Hanaford Farmstead                                 | David Hanaford Farmstead                                 | 1979 ID-Nr. 79001273          | Abseits des County Highway 106 45° 16′ 18″ N, 93° 50′ 48″ W                         | Monticello  |                       |
| 11    | Hanover Bridge                                           | Hanover Bridge                                           | 1979 ID-Nr. 79001268          | Brücke über den Crow River 45° 9′ 13″ N, 93° 39′ 41″ W                              | Hanover     |                       |
| 12    | Dr. E.P. Hawkins Clinic, Hospital and House              | Dr. E.P. Hawkins Clinic, Hospital and House              | 1979 ID-Nr. 79001277          | Buffalo Street 45° 4′ 3″ N, 93° 54′ 38″ W                                           | Montrose    |                       |
| 13    | Howard Lake City Hall                                    | Howard Lake City Hall                                    | 1979 ID-Nr. 79001269          | 737, 739, und 741 6th Street 45° 3′ 40″ N, 94° 4′ 10″ W                             | Howard Lake |                       |
| 14    | Marysville Swedesburg Lutheran Church                    | Marysville Swedesburg Lutheran Church                    | 1979 ID-Nr. 79001270          | County Highway 9 45° 6′ 56″ N, 93° 57′ 7″ W                                         | Waverly     |                       |
| 15    | Tobias G. Mealey House                                   | Tobias G. Mealey House                                   | 12. Dez. 1976 ID-Nr. 76001082 | Territorial Road 45° 18′ 7″ N, 93° 44′ 16″ W                                        | Monticello  |                       |
| 16    | Nicherson-Tarbox House, Shed and Barn                    | Nicherson-Tarbox House, Shed and Barn                    | 1979 ID-Nr. 79001274          | 514 East Broadway 45° 18′ 11″ N, 93° 47′ 13″ W                                      | Monticello  |                       |
| 17    | Rufus Rand Summer House and Carriage Barn                | Rufus Rand Summer House and Carriage Barn                | 1979 ID-Nr. 79001275          | Washington Street 45° 17′ 52″ N, 93° 47′ 6″ W                                       | Monticello  |                       |
| 18    | St. Mark's Episcopal Chapel                              | St. Mark's Episcopal Chapel                              | 1979 ID-Nr. 79001272          | Abseits der MN 24 45° 18′ 39″ N, 94° 6′ 19″ W                                       | Annandale   |                       |
| 19    | Thayer Hotel                                             | Thayer Hotel                                             | 1978 ID-Nr. 78001573          | 60 Elm Street, West 45° 15′ 43″ N, 94° 7′ 29″ W                                     | Annandale   |                       |
| 20    | Waverly Village Hall                                     | Waverly Village Hall                                     | 2002 ID-Nr. 02000613          | 4th Street, North zwischen Atlantic Avenue und Elm Avenue 45° 4′ 1″ N, 93° 58′ 1″ W | Waverly     |                       |
| 21    | William W. Webster House                                 | William W. Webster House                                 | 1979 ID-Nr. 79001261          | Spring Street Ecke Linn Street 45° 25′ 20″ N, 94° 3′ 3″ W                           | Clearwater  |                       |
| 22    | Simon Weldele House                                      | Simon Weldele House                                      | 1979 ID-Nr. 79001266          | 309 River Street 45° 2′ 31″ N, 93° 47′ 17″ W                                        | Delano      |                       |

## Frühere Einträge
| [ 2 ] | Name                               | Bild                | Eintragsdatum        | Lage                                                          | Ort                      | Beschreibung                                                                                                  |
| ----- | ---------------------------------- | ------------------- | -------------------- | ------------------------------------------------------------- | ------------------------ | --- |
| 1     | Marsh Octagon Barn                 |                     | 1979 ID-Nr. 79001278 | Abseits des County Highway 14 45° 6′ 34,9″ N, 93° 49′ 33,6″ W | Rockford vicinity        | 1992 abgebrannt; im Jahr 2000 aus dem Register gestrichen                                                     |
| 2     | Middleville Township Hall          |                     | 1979 ID-Nr. 79001271 | County Highway 6 45° 6′ 26,8″ N, 94° 4′ 16,7″ W               | nördlich von Howard Lake | 1994 durch die Feuerwehr im Zuge einer Übung gezielt niedergebrannt; im Jahr 2000 aus dem Register gestrichen |
| 3     | Simpson Methodist Episcopal Church |                     | 1979 ID-Nr. 79001271 | 4th Street Ecke Linn Street 45° 18′ 18,5″ N, 93° 47′ 59,2″ W  | Monticello               | Im Jahr 2004 aus dem Register gestrichen                                                                      |
| 4     | Titrud Round Barn                  |                     | 1979 ID-Nr. 79001263 | County Highway 30 45° 0′ 48,4″ N, 94° 9′ 16,1″ W              | Cokato                   | 1992 zerstört und ein Jahr später aus dem Register gestrichen                                                 |
| 5     | Henry C. Bull House                | Henry C. Bull House | 1979 ID-Nr. 79001262 | 195 East 3rd Street 45° 4′ 33,1″ N, 94° 11′ 27,3″ W           | Cokato                   | 1988 abgerissen und 1990 aus dem Register gestrichen                                                          |